# 東洋経済新報社
株式会社東洋経済新報社（とうようけいざいしんぽうしゃ、英: TOYO KEIZAI INC.）は、ビジネス書や経済書などの発行を専門とする、日本の出版社。日本で最も古い創業時期を持つ出版社の一つであり、石橋湛山（第55代内閣総理大臣）が主幹を務めたことでも知られている。東洋経済オンラインやSTOCKVOICEを始めとするWEBメディアの運営も行っている。

## 出版物・メディア

### 週刊東洋経済

#### 沿革
『週刊東洋経済』は、経済の専門雑誌。2025年現在も発刊される雑誌としては日本最古の一つ。1895年（明治28年）旬刊『東洋経済新報』として創刊。歴代の主幹（社長兼編集長）に、町田忠治、天野為之、植松考昭、三浦銕太郎、石橋湛山、高橋亀吉など。『東洋経済新報』として創刊当初は渋沢栄一・豊川良平らの支援を受けた影響で自由経済・政党政治を支持していた。
大正期には民本政治・普通選挙を支持し、その後、三浦と後継の石橋によって満洲などの放棄による小日本主義を始め、対華21か条要求・シベリア出兵・金解禁・満洲事変などを厳しく批判した。特に金解禁では率先して「新平価解禁」、解禁後の「金輸出再禁止と管理通貨制度導入」などの主張をリードしたことは良く知られている。1933年（昭和8年）には満洲事変を容認する姿勢に転換した。1919年（大正8年）の10月4日号より週刊化。1921年（大正10年）11月、株式会社に改組し、三浦銕太郎主幹が代表取締役に就任。
1961年（昭和36年）に現在の誌名に改称した。

#### 現況
2025年現在発行されている週刊誌の中では日本で最古だが、販売面では1位の『日経ビジネス』、2位の『週刊ダイヤモンド』に続く3位。

### 会社四季報
投資家のための企業情報誌。四半期ごとに刊行されるため『四季報』と呼ばれている。全上場企業を網羅し、業績予想などの企業データを掲載。創刊は1936年（昭和11年）6月7日。その後、1979年に日本経済新聞社が当誌と類似した内容の「日経会社情報」を発行、当誌の市場を切り崩しにかかったもののその牙城は揺るがず、2017年には逆に「会社情報」を撤退に追い込んだ。証券会社やオンライン証券の利用率も極めて高い。なお、「会社情報」の業績予想は会社予想に基づくものだったが、『四季報』の業績予想は編集部の独自予想である。
なお、2016年10月の安倍内閣諮問機関である「未来投資会議」で決算短信で四半期毎の会社予想がなくなることが議論されており、同誌の業績予測がなくなった場合の売れ行きが懸念されているが、その後の議論が進まなかったこともあり大きな影響は出ていない。
2013年12月より、「会社四季報オンライン」も運営している。

### 就職四季報
学生のための就職情報誌。「四季報」を名乗っているが、発行は年1回である。女性版・優良中堅企業版・インターンシップ版、WEBサイトも存在する。

### 東洋経済オンライン
日本最大級のビジネスニュースサイトの1つ。月間ページビューが約2億PVと、日本のビジネス誌系のWEBサイトとしてはPV数・ユニークユーザー数ともに1位である。ビジネス、経済情報、マーケット情報、就職情報など、独自に取材した経済関連ニュースを中心とした情報配信プラットフォームを展開している。

### STOCKVOICE
インターネットサイトや一部の独立系テレビ局にて放送及び配信を行っている株式市況・経済情報番組。2025年7月に番組を運営している株式会社ストックボイスを買収した。

### その他の出版物・データベース
- 週刊東洋経済
- オール投資（1956年6月創刊、2012年10月休刊[8]）
- 株式ウイークリー
- 一橋ビジネスレビュー
- Think! - 季刊
- 四季報シリーズ
  - 会社四季報（通常版・机上版・CD-ROM版）
  - 会社四季報プロ500
  - 会社四季報 未上場版（通常版・CD-ROM版）
  - 会社四季報業界地図
  - 英文会社四季報
  - 米国会社四季報
  - 役員四季報
  - 転職四季報
  - 就職四季報（総合版・女子版・優良中堅企業版・インターンシップ版）
  - 株価チャートCD-ROM
  - 株価四季報（休刊）
- データベース商品
  - 財務データ
  - 業績予想データ
  - セグメントデータ
  - 上場会社基本データ
  - 会社四季報データ
  - ESGオンライン
  - その他データ（外資系企業データ、海外進出企業データ、CSRデータ他）

### 主な出版物（書籍）
- J・M・ケインズ『雇用利子および貨幣の一般理論』
- カール・ポラニー『大転換』
- J・E・スティグリッツ『経済学』
- 『ストーリーとしての競争戦略』
- 『LIFE SHIFT』
- 『LIFESPAN』
- 『SHOE DOG』
- 『ロジカル・シンキング』
- 『読書の技法』
- 『13歳からの地政学』
- 『きみのお金は誰のため』

## 不祥事
- 2022年10月7日 - 日本電産（現・ニデック）による自社株買いを巡って、同社会長の永守重信が関与し、インサイダー取引の疑いがあるとの記事を東洋経済オンラインにて配信。これを受けて、日本電産は名誉毀損による損害賠償及び謝罪広告などを求める訴訟を東京地方裁判所に提訴[9]。東京地裁はニデックの主張を認めたほか、控訴審（東京高等裁判所）や上告審（最高裁判所）でも東京地裁の判断を支持したことから、東洋経済新報社の敗訴が2025年7月に確定した[10][11]。
- 2024年11月1日 - 週刊文春の電子版にて社長人事がクーデターだと報じられる。取締役執行役員の山田徹也が代表取締役社長に就任し、代表取締役社長の田北浩章は取締役を退任し会長に就任する人事に対して報じられた。東洋経済の公式見解は「クーデターではない」としていたが、従業員にとっても「寝耳に水」だったと同社が記事にしている[12]。

### 関係した主な著名人
- 町田忠治（政治家、実業家、ジャーナリスト）
- 天野為之（経済学者、早稲田大学学長）
- 三浦鐵太郎（ジャーナリスト、評論家）
- 石橋湛山（第55代内閣総理大臣、ジャーナリスト）
- 尾崎士郎（小説家）
- 新居格（文筆家、政治家）
- 長谷川如是閑（評論家）
- 田川大吉郎（ジャーナリスト、政治家）
- 深井英五（日本銀行総裁、経済学者）
- 清沢洌（評論家）
- 三宅晴輝（実業家、経済評論家）
- 高橋亀吉（経済評論家）
- 埴原正直（外交官）
- 赤松克麿（政治家）
- 片山潜（社会主義者、労働運動家）
- 伊藤正徳（軍事評論家）
- 大河内正敏（実業家）
- 三鬼陽之助（経済評論家）
- 細野武男（立命館大学総長）
- 中野正（法政大学教授）
- 遊部久蔵（経済学者、慶応義塾大学教授）
- 栂井義雄（経営史学者、専修大学教授）
- 矢吹晋（中国研究者、横浜市立大学教授）
- 生井重俊（ジャーナリスト、経営者）
- 中岡望（アメリカ研究者、東洋英和女学院大学教授）
- 川島睦保（ジャーナリスト、翻訳家）
- 山縣裕一郎（ジャーナリスト）
- 青山文平（小説家）
- 西田実仁（政治家）
- 井戸正枝（政治家）
- 佐々木紀彦（ジャーナリスト、実業家）
- 山田俊浩（ジャーナリスト、編集者）
- 松崎泰弘（ジャーナリスト、大正大学教授）
- 井坂康志（ものつくり大学教授）

### その他
- 西田実仁
- 環境報告書賞
- 石橋湛山賞
- 会社四季報検定
- 信用調査会社
  - 帝国データバンク
  - 東京商工リサーチ

## 関連ギャラリー

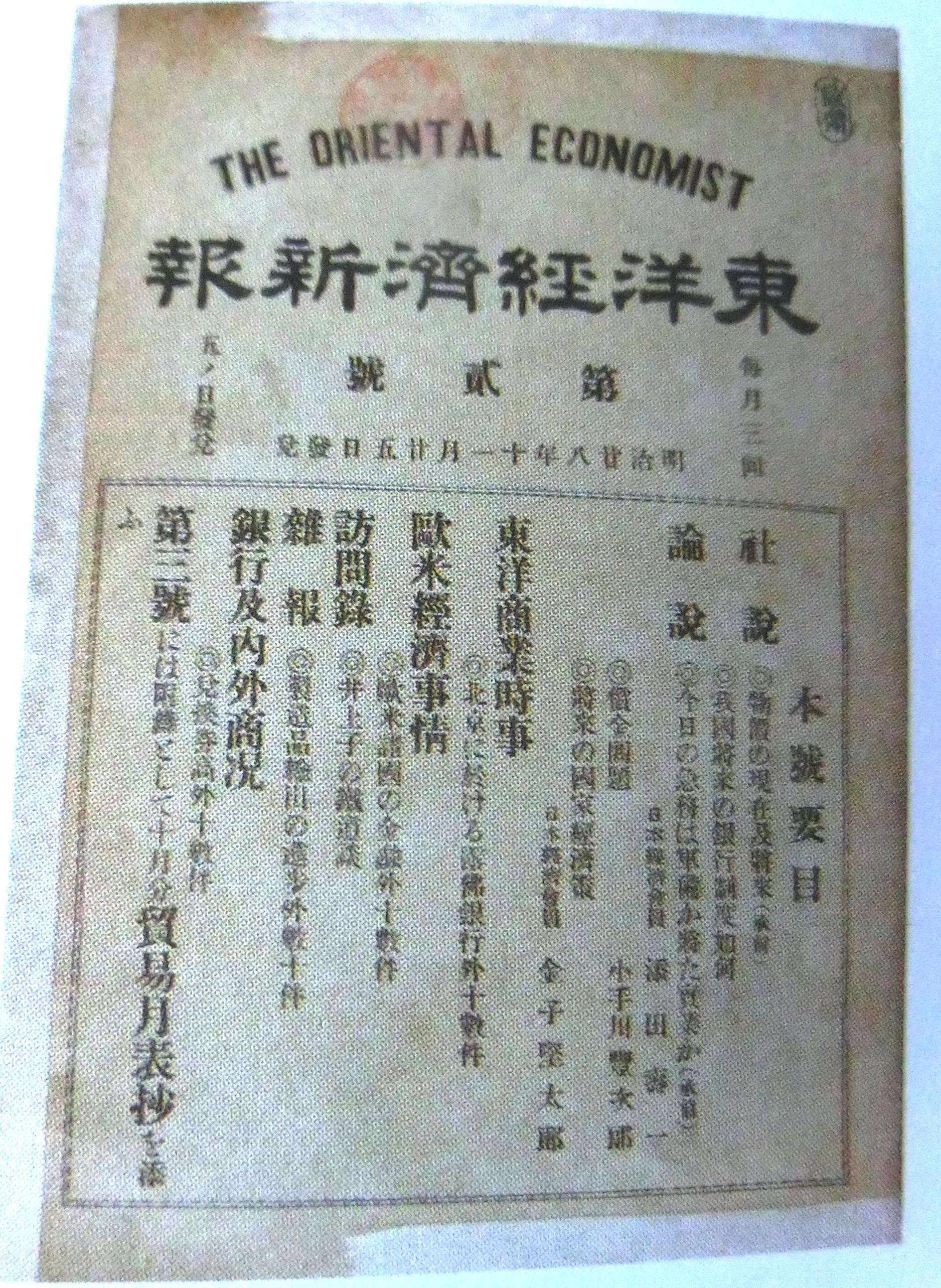
東洋経済新報 明治28年（1895年）11月25日、東洋経済新報社